# Cortez the killer
Cortez the killer is een nummer van Neil Young van zijn album Zuma uit 1975. Het nummer, dat Neil Young opnam met zijn band Crazy Horse, staat op de 39e plaats op Guitar Worlds lijst van 100 Greatest Guitar Solos en staat op nummer 321 op The 500 Greatest Songs of All Time van het muziekblad Rolling Stone.

## Tekst en interpretatie

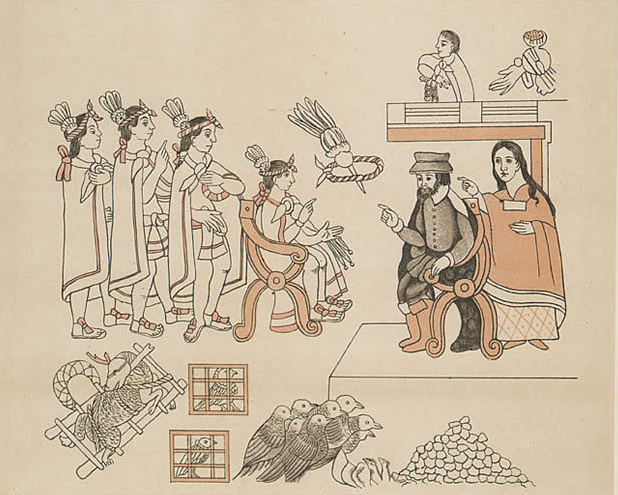
Hernán Cortés en La Malinche ontmoeten Motecuhzoma II in Tenochtitlan (16e-eeuwse tekening door onbekende artiest uit Tlaxcala).

Neil Young verklaarde tijdens een concert dat hij het nummer schreef toen hij geschiedenis studeerde in Winnipeg. De titel van het nummer, Cortez the Killer, refereert aan de Hernán Cortés, een Spaanse conquistador die Mexico veroverde in de 16e eeuw. De tekst slaat ook op de Azteekse heerser Motecuhzoma II en op andere gebeurtenissen tijdens de Spaanse veroveringen van de Nieuwe Wereld.
De songtekst beschrijft de komst van Hernán Cortés op de kust van Mexico en het vredige leven dat de Azteken hadden vóór zijn komst. Het laatste couplet wijkt af van de overige tekst. In tegenstelling tot de overige tekst is dit couplet geschreven in het ik-perspectief en verhaalt over een onbekende vrouw:

And I know she's living there
And she loves me to this day.
I still can't remember when
or how I lost my way.

Dit laatste couplet kan op verschillende manieren worden geïnterpreteerd. De combinatie van een verbroken relatie en een invasie van een buitenstaander suggereert dat het nummer gaat over Youngs recente verbreking met zijn vriendin Carrie Snodgress. Maar de tekst kan ook slaan op de adviseur en minnares van Hernán Cortés, La Malinche.
Jimmy McDonough schreef Shakey, een biografie over Neil Young. Hij vroeg hem of de tekst van Cortez the Killer autobiografisch was, waarop Young antwoordde:

What the [...] am I doing writing about Aztecs in "Cortez the Killer" like I was there, wandering around? 'Cause I only read about it in a few books. A lotta shit I just made up because it came to me.
— Neil Young

Bij het uitbrengen van het nummer beoordeelde de Spaanse dictator Francisco Franco het als anti-Spaans en hij liet het nummer verbieden in Spanje.
In 2002 kwam het nummer Goin' home uit dat door het muziekblad Rolling Stone ook wel de spirituele neef wordt genoemd van Cortez the Killer. Dat nummer gaat over de cavalerie-commandant Custer die zijn last stand vond in de veldslag tegen Sitting Bull en Crazy Horse.